# Strigula rupestris
Strigula rupestris är en lavart som beskrevs av P. M. McCarthy. Strigula rupestris ingår i släktet Strigula och familjen Strigulaceae.   Inga underarter finns listade i Catalogue of Life.